# Dionysios von Herakleia
Dionysios von Herakleia (altgriechisch Διονύσιος Dionýsios, * um 360 v. Chr.; † 305 v. Chr.) war der jüngere Sohn des Tyrannen Klearchos von Herakleia Pontike und hatte von 337/6 v. Chr. bis zu seinem Tod selbst die Tyrannis über diese am Schwarzen Meer gelegene Stadt inne.

## Leben
Als Klearchos 353/2 v. Chr. starb, wurde zunächst sein Bruder Satyros Regent und Vormund für Klearchos’ Söhne Timotheos und Dionysios. Nach dem Tod des Satyros übte Timotheos die Tyrannis aus, machte aber später seinen jüngeren Bruder Dionysios zum Mitregenten. Seit 337/6 v. Chr. hatte Dionysios die alleinige Regierung über Herakleia inne.
Als Alexander der Große auf seinem Feldzug gegen den Perserkönig Dareios III. in der Schlacht am Granikos 334 v. Chr. einen ersten großen Sieg feiern konnte, endete die persische Herrschaft über Kleinasien. Diese Situation suchte Dionysios zur Erweiterung seines Einflussbereiches zu nutzen. Die von den Tyrannen verbannten Bürger Herakleias wollten aber den siegreichen Makedonenkönig dazu bewegen, in ihrer Stadt die abgeschaffte oligarchische Verfassung wieder in Kraft zu setzen. Diese Gefahr für seine Alleinherrschaft konnte Dionysios geschickt beseitigen, offenbar insbesondere in den letzten Jahren von Alexanders Regierung durch Unterstützung von dessen Schwester Kleopatra.
Als sich die exilierten Herakleoten nach Alexanders Tod (323 v. Chr.) an den Reichsverweser Perdikkas um Hilfe wandten, trat Dionysios zu dessen Feinden über. Er ehelichte daher 322 v. Chr. Amastris, die Nichte Dareios’ III. und bisherige Gattin von Alexanders Kampfgefährten Krateros, der damals Phila, die Tochter Antipaters, zur neuen Gemahlin auserwählte. Durch die Heirat mit Amastris konnte Dionysios seine Verbindungen ausbauen und sein Vermögen erheblich vergrößern. Amastris wurde von ihm Mutter zweier Söhne, Klearchos und Oxathres, sowie einer Tochter, die nach ihrer Mutter ebenfalls Amastris genannt wurde. In den sich nach Perdikkas’ Ermordung (320 v. Chr.) fortsetzenden Diadochenkriegen knüpfte Dionysios ein Bündnis mit Antigonos I. Monophthalmos an, unterstützte ihn im Krieg gegen Asandros und gab eine aus seiner ersten Ehe stammende Tochter dem Ptolemaios, einem Neffen des Antigonos, zur Gattin. Dieser Ptolemaios operierte 315 v. Chr. im Auftrag von Antigonos erfolgreich an der Küste der Propontis (des heutigen Marmarameeres) und erhielt von seinem Onkel die Satrapie am Hellespont.
Als sich manche Diadochen den Königstitel beigelegt hatten, schloss sich Dionysios 306/5 v. Chr. deren Beispiel an. Doch schon bald darauf erfolgte 305 v. Chr. sein Tod, nachdem er laut dem sizilianischen Historiker Diodor ein Alter von 55 Jahren erreicht und 32 Jahre lang geherrscht hatte. Ihm wird eine im Allgemeinen milde Herrschaftsausübung bescheinigt. Wie Dionysios testamentarisch angeordnet hatte, führte nach seinem Tod seine Witwe Amastris für ihre minderjährigen Söhne Klearchos und Oxathres die Vormundschaftsregierung.
Auf Münzen aus Dionysios’ Mitregentschaft mit Timotheos sind die Namen der beiden Brüder aufgedruckt. Es wurden aber auch Geldstücke entdeckt, die er als Alleinherrscher emittieren ließ. Auf deren Vorderseite erscheint der Kopf des jungen Dionysos, während auf dem Revers der eine Trophäe erbauende griechische Sagenheld Herakles abgebildet ist.